# NGC 6664
NGC 6664 ist ein offener Sternhaufen vom Trumpler-Typ III2m im Sternbild Schild auf der Ekliptik. Er hat eine scheinbare Helligkeit von 7,8 mag und einen Winkeldurchmesser von 12'. Der Haufen ist rund 6.200 Lichtjahre vom Sonnensystem entfernt.
Entdeckt wurde das Objekt am 16. Juni 1784 von William Herschel.